# Danmarks Nationalsocialistiske Bevægelse
Danmarks Nationalsocialistiske Bevægelse er et dansk nynazistisk politisk parti, stiftet i september 1991 af Povl Heinrich Riis-Knudsen. Bevægelsen opfatter sig selv som en efterfølger til DNSAP (Danmarks Nationalsocialistiske Arbejderparti), det danske nazistparti, der blev stiftet i november 1930, mere eller mindre som en kopi af Adolf Hitlers tyske NSDAP. Bevægelsen har flere gange været opstillet til kommunale- og regionsråds-valg, uden dog at blive repræsenteret.

## Historie
Efter 2. verdenskrigs afslutning fortsatte nogle få medlemmer under det oprindelige partinavn (DNSAP) og udgav avisen Fædrelandet i perioden fra 1952-1972.
Bevægelsen blev opløst, omdøbt og gendannet flere gange i perioden 1972-1991. Den nuværende inkarnation af Danmarks Nationalsocialistiske Bevægelse blev grundlagt den 1. september 1991 af den daværende formand, Povl Heinrich Riis-Knudsen og hurtigt overtaget af Jonni Hansen.
Under Jonni Hansen har bevægelsen genoptaget udgivelsen af Fædrelandet og har startet den nationalsocialistiske lokalradiostation Radio Oasen, som kan modtages i et område omkring Greve syd for København og via internettet. Radiostationen har skabt megen debat, også internationalt, idet den på grund af Danmarks liberale medielovgivning har modtaget offentlige tilskud. Radio Oasens sendetilladelse er flere gange blevet inddraget efter at have viderebragt racistiske udtalelser. Den offentlige støtte blev fjernet i maj 2004. Alligevel fortsætter stationen med at sende 61 timer om ugen, baseret på private bidrag.
Bevægelsen hemmeligholder sit medlemstal, men Jonni Hansen har til Ekstra Bladet udtalt, at bevægelsen har "et par hundrede" medlemmer.
Efter mere end 25 år som formand for DNSB valgte Jonni Hansen 19. oktober 2010 at trække sig. Han blev afløst som formand af Esben Rohde Kristensen. Efter formandsskiftet valgte Daniel Carlsen at gå ud af bevægelsen den 3. april 2011. Siden har Daniel Carlsen trukket mange medlemmerne med ud for at danne et nyt "moderne nationalt parti", der officielt har lagt nazismen på hylden. Carlsen har siden dannet Danskernes Parti.

## Kortsigtet og langsigtet politik
Organisationens formål er at opretholde en lille kerne af tilhængere, men ikke at opnå større fremgang lige nu. I "Aktivist Håndbog – Gør din pligt!" fremgår det således:

"Som samfundsudviklingen er nu, regner vi ikke med at vinde alle danskernes hjerter eller statsmagten indenfor de næste ti år. Det er uhyre vigtigt at indstille sig på dette"

Håndbogen opfordrer til at undgå konfrontationer med "racefremmede". Den er samtidig en grundig konkret vejleding i diverse propagandaformer. I bogen står anført, under hvilke former de enkelte former for propaganda kan være ulovlige. Der opfordres ikke til ulovlige handlinger.
Det er dog fortsat Adolf Hitler og den oprindelige nazisme, der udgør grundlaget, og der anvendes billeder af Adolf Hitler, hagekors og anden nazistisk symbolik.
Ånden er, hvad der kunne kaldes ånden fra 1930'erne med sprogbrug og referencer til Adolf Hitler, det åndelige udgangspunkt i nazismen og militante uniformer, som dog sjældent bæres.

### Valghistorie
DNSB har tre gange opstillet til kommunalvalg i Greve Kommune, i 1997 og 2001. I 1997 fik de 0,5 % af stemmerne, og i 2001 0,2 % (73 stemmer). I begge tilfælde var det langt under det nødvendige antal for at opnå repræsentation i kommunalbestyrelsen.
Ved kommunal- og regionsvalget den 15. november 2005 fik partiet 73 stemmer i Greve (0,3 %) og 603 stemmer i regionen (0,1 %). Igen var det væsentligt under, hvad der krævedes for at opnå repræsentation. DNSB opnåede dog en øget opmærksomhed i medierne.
Ved kommunalvalget i Danmark i 2009 fik DNSB i Greve 64 stemmer og i hele regionen 574 stemmer.